# Václav Vladivoj Tomek
Václav Vladivoj rytíř Tomek (starším způsobem zápisu též Wácslaw Wladiwoj Tomek, německy Wenzel Wladiwoj Tomek; 31. května 1818, Hradec Králové – 12. června 1905, Praha) byl český historik, archivář, konzervativní politik a pedagog. Proslul zejména dvanáctisvazkovým dílem Dějepis města Prahy a pětisvazkovými Základy starého místopisu pražského.

## Biografie

### Rodina, studium a profesní dráha

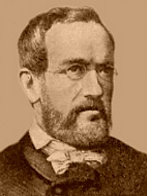
Václav Vladivoj Tomek

Narodil se v domě čp. 184 v dnešní Tomkově ulici (dům byl sbořen a na jeho místě byl vystavěn chlapecký konvikt Borromeum) v Hradci Králové do rodiny obuvnického mistra Josefa Tomka a jeho manželky Terezie, rozené Staré.
Otec Josef Tomek (1777–1833) pocházel z obce Cerekvice nad Bystřicí a byl synem panského štěpaře. Vyučil se ševcovskému řemeslu a vandroval přes Prahu a Vídeň, až se nakonec usadil v Hradci Králové. Otec Josef Tomek vstoupil do prvního manželství s Kateřinou Soukupovou, dcerou bohdanečského měšťana, dne 6. září 1802, přičemž dle matriky oddaných bylo nevěstě již 40 let, zatímco ženichovi 25 let. Kateřina však zemřela o dva roky později v roce 1804. Podle vzpomínek V. V. Tomka se o ní otec doma nikdy nezmínil a manželství to bylo pravděpodobně nešťastné. Otec Josef Tomek vsotupil do nového manželství, a to po necelých třech měsících od smrti první manželky. Jeho druhou ženou se dne 9. dubna 1804 stala Terezie (1782–1846), dcera Matěje Starého, měšťana z Dašic. Manželé spolu měli 10 dětí, Václav Vladivoj se narodil jako 8. dítě.
Na obecní škole (1824–1827) i gymnáziu (1827–1833) se projevoval jako vynikající student. V roce 1833 nastoupil na Karlo-Ferdinandovu univerzitu v Praze. Po dva roky zde studoval filosofii, pak studoval práva. Během studií působil jako soukromý učitel v rodině Pavla Josefa Šafaříka, který ho podporoval. Roku 1839 dokončil studium práv. Po dokončení školy se stal soukromým badatelem a soukromým učitelem dětí Jana a Marie v rodině Františka Palackého, který jej také v začátcích podporoval i v profesní kariéře. Palacký ho doporučil pražskému magistrátu, kde v této době hledali někoho s právním vzděláním, kdo by sepsal dějiny hlavního města. Ve svém dosud nepřekonaném dvanáctisvazkovém Dějepise města Prahy (vycházel od roku 1855 do roku 1901) a dalších svých dílech vylíčil dějiny de facto celé země. Na rozdíl od Palackého prosazoval pozitivismus, ideovou prostotu a důraz na faktografii. Později se oba historikové názorově rozešli, nikoliv definitivně.
Od roku 1848 působil jako pedagog na Karlo-Ferdinandově univerzitě, po rozdělení na německou a českou část roku 1882 se stal prvním rektorem její české části. V 80. letech se zapojil do sporu o Rukopisy, přičemž zpočátku nebyl proti tomu podrobit rukopisy novému vědeckému zkoumání, za účelem ověření jejich pravosti. Když ale celá polemika okolo rukopisů nabyla ráz veřejné debaty, byl signatářem prohlášení skupiny historiků na podporu pravosti rukopisů. Odpůrce pravosti těchto písemností odsoudil za to, jakým „způsobem frivolním a cynickým z Rukopisů veřejně šašky se tropí.“
28. června 1847 se v kostele v Polici nad Metují oženil s Ludmilou Dáňovou (1822–1868), dcerou ředitele polického benediktinského panství Josefa Dáni, v jehož rodině již od roku 1835 působil jako soukromý učitel. Manželství bylo bezdětné. Do Police nad Metují Tomek pravidelně dojížděl za přáteli i po smrti své ženy. Roku 1923 byla na zdejším domě umístěna pamětní deska, připomínající jeho pobyt.
V Praze manželé Tomkovi bydleli v pronajatých bytech na Novém Městě, v nárožním bloku Štěpánské a Žitné ulice postupně vystřídali domy čp. 619/II, 608/II a 610/II. Roku 1859 se přestěhovali do domu čp. 552/II na Karlově náměstí, kde V. V. Tomek zůstal jako vdovec až do roku 1890. Závěr svého života strávil v moderním neorenesančním domě čp. 1504/II ve Spálené ulici.
Přátelsky se stýkal s Aloisem Jiráskem. Neobyčejně blízké osobní vazby si Tomek během let vytvořil hned k několika členům lanškrounského rodu Benoni. Ti se po jeho smrti také ujali vyřízení pozůstalosti. V. V. Tomek byl pohřben se všemi poctami do hrobky na Vyšehradě.

### Veřejné aktivity v letech 1848–1860
Během revolučního roku 1848 se zapojil do veřejného a politického života. V červnu 1848 vyšlo první číslo deníku Pokrok, redigovaného Tomkem. Šlo o oficiální list Národního výboru. Tomek byl trvale konzervativně a prohabsbursky orientován. Ve volbách roku 1848 byl zvolen na rakouský ústavodárný Říšský sněm. Zastupoval volební obvod Opočno v Čechách. Uvádí se jako spisovatel. Patřil ke sněmovní pravici.

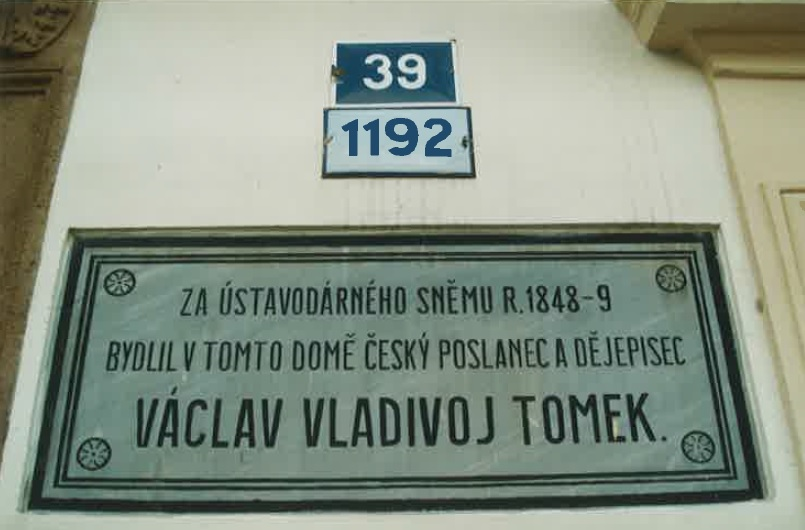
Pamětní deska na vstupu do Květné zahrady v Kroměříži, kde byl Tomek ubytován v době konání Kroměřížského sněmu

Po porážce revoluce se od roku 1850 podílel na vydávání listu Vídeňský deník, který prezentoval postoje konzervativních vlastenců. Tato politická platforma, kterou vedl Leopold Lev Thun-Hohenstein se na rozdíl od aktivních liberálů z roku 1848 (Palacký, František Ladislav Rieger) udržela ve veřejných funkcích i v období neoabsolutismu. Tomek se roku 1854 místo Palackého stal jednatelem Českého muzea. Historik Otto Urban tuto konzervativní stranu označuje za skupinu, která věřila, že i v podmínkách porážky revoluce lze rozvíjet národní svéráz. Zároveň odmítala demokratický radikalismus roku 1848. Tomek tak na jednu stranu od počátku 50. let spouštěl na pražské univerzitě průlomové přednášky v češtině, zároveň ale inicioval sepsání hanlivého posudku na profesora Ignáce Jana Hanuše, který byl pak propuštěn ze státních služeb. Tomek se ve svých pamětech netajil ani tím, že jeden z jeho dopisů byl se zájmem přeložen i pro předního exponenta neoabsolutistického režimu Felixe Schwarzenberga.
V roce 1859 utrpěl vládní režim kvůli prohrané druhé italské válce za nezávislost otřes a započal proces obnovy ústavního života. V roce 1860 Tomek otevřeně mluví o tom, že „náš stát nachází se v nějaké nejistotě“ a „hlouček náš slábne“. Konzervativní skupina loajální k bachovskému režimu byla v rozkladu.

### Veřejné aktivity po roce 1860
I v nastávajícím období se nicméně udržel ve veřejném i politickém životě. Jako člověk s kontakty na císařský dvůr a vídeňskou společnost byl využíván coby prostředník při jednání českých politiků s Vídní. V prosinci 1860 se setkal s předním českým šlechticem Jindřichem Jaroslavem Clam-Martinicem a domluvil pak ve svém bytě 6. ledna 1861 schůzku Clam-Martinice s předákem českých liberálů Františkem Ladislavem Riegerem. Výsledkem byla dohoda o alianci české aristokracie a měšťanských národních elit s cílem dosáhnout státoprávního uznání statutu zemí koruny české. Podobně zprostředkoval Tomek v roce 1870 schůzku českých emisarů Clam-Martinice a Riegra s představitelem nové vlády Karla von Hohenwarta Albertem Schäfflem. Výsledkem schůzky bylo započetí pokusu o česko-rakouské vyrovnání (takzvané fundamentální články).
Od roku 1861 až do roku 1870 byl poslancem Českého zemského sněmu, který ho následně zvolil poslancem Říšské rady (celostátní zákonodárný sbor, tehdy ještě nevolen přímo, ale tvořen delegáty jednotlivých zemských sněmů), kde reprezentoval kurii venkovských obcí, obvod Březnice, Blatná, Mirovice. Rezignoval v červnu 1863. Byl stoupencem Národní (staročeské) strany.
Do zemského sněmu se ještě vrátil v roce 1871, kdy byl zvolen za kurii městskou (obvod Jílové – Vyšehrad – Benešov – Černý Kostelec) poté, co zemřel poslanec František Šípek. Zde obhájil mandát ve volbách roku 1872. V doplňovacích volbách roku 1873 zde ovšem byl zvolen místo něj Karel Ullrich. Poslancem se stal znovu v doplňovacích volbách roku 1874, nyní na Královéhradecku. Zde mandát obhájil v doplňovacích volbách roku 1875 a 1876. Krátce po nich v březnu 1876 ale na poslanecký mandát v zemském sněmu definitivně rezignoval.
Roku 1885 byl jmenován členem Panské sněmovny (horní komory Říšské rady). Roku 1888 mu byl udělen Řád Františka Josefa ve stupni komandéra. Roku 1890 mu bylo uděleno císařské vyznamenání za vědu a umění Literis et artibus. 30. listopadu 1898 byl povýšen do rytířského stavu. Roku 1892 se stal čestným občanem rodného Hradce Králové.
Působil v Komisi pro soupis památek Prahy od jejího vzniku v roce 1883 (1884) a jako její člen spoluvytvářel první systém památkové péče v Čechách.
Dějepis má býti zrcadlem národů, sloužícím ku poznání sebe. Ukazuje-li zrcadlo toto příliš šeredně, není dobře; neb národ má ze své minulosti učit se vážiti sebe samého: ukazuje-li však příliš krásně, také není dobře; neb vede pak k samolibosti, k zalíbení sobě v chybách svých, a klame tudy v poznání pravých cest, vedoucích k lepší budoucnosti. Proto má se hleděti pravdy i bez ohledu na to, jestli předsudek, proti ní stojící, má do sebe něco lichotného.
 Václav Vladivoj Tomek

## Dílo

Mapový list obsahující dvě mapy staré Prahy k rokům 1200 a 1348 od Václava Vladivoje Tomka z jeho díla Mappy staré Prahy k letům 1200, 1348 a 1419 vydaného v roce 1892.

Nejvýznamnější Tomkovo dílo je dvanáctisvazkový Dějepis města Prahy dovedený do roku 1609. Svým rozsahem a přesahem do národních dějin se řadí vedle Palackého Dějiny národu českého v Čechách a v Moravě, i když nedosahuje jeho kvalit myšlenkových, koncepčních a literárních. Tomkův Dějepis vyniká pečlivou prací s prameny a popisem i kulturního, sociálního a hospodářského života Prahy. Díky jeho dílu včetně Základů starého místopisu pražského se zachovaly mnohé informace z pražských dějin čerpané z pramenů městského archivu na Staroměstské radnici, který shořel 8. května 1945 během Pražského povstání.
- Děje mocnářství rakouského (1845)
- Novější dějepis rakouský (1887)
- Kosmův Letopis český s pokračovateli (1874)
- Krátká mluvnice česká pro Čechy
- Děje království českého (1885)
- Místopisné paměti města Hradce Králové (1885)
- Paměti újezdu Polického čili nynějších panství Polického a Broumovského až do začátku Husitské války (1857)
- Příběhy kláštera a města Police nad Medhují (1881)
- Příruční kniha dějepisu rakouského (1858)
- Sněmy české dle obnoveného zřízení zemského Ferdinanda II. (1868)
- Dějepis města Prahy I.-XII. (1855–1901)
- Jan Žižka (1879)
- Základy starého místopisu pražského I.-VI. (1866-1875)
- Ze života českých poustevníků
- Paměti z mého života (1904–1905)